# Концептуальна метафора
В когнітивній лінгвістиці, концептуа́льна мета́фора, або когніти́вна мета́фора, відноситься до розуміння однієї ідеї (або сфери діяльності), або концептуального домену, відносно іншого. Концептуальним доменом може бути будь-яка послідовність організації людського досвіду. Закономірність, з якою різні мови використовують ті ж метафори, призвела до гіпотези, що відповідностям між концептуальними доменами відповідають нейронні відображення у мозку.
Ця ідея, і докладне вивчення основних процесів, були вперше дослідженні Джорджем Лакоффом і Марком Джонсоном у праці «Метафори, якими ми живемо». Інші вчені-когнітивісти вивчали суб'єкти, схожі на концептуальну метафору під ярликами «аналогії» і «концептуального змішування».
Концептуальні метафори можна побачити в мові в нашому повсякденному житті. Концептуальні метафори формують не тільки наше спілкування, а й те, як ми думаємо і діємо. У своїй праці «Метафори, якими ми живемо» (1980) Джордж Лакофф і Марк Джонсон продемонстрували, як повсякденне мовлення є наповнене метафорами, які ми не завжди помічаємо. Приклад однієї з найбільш часто використовуваних концептуальних метафор «Суперечка — це битва» («Argument is war»). Ця метафора формує наше мовлення так, що ми бачимо суперечку як війну або як битву, в якій потрібно виграти. Це не рідкість почути, що хтось сказав «Він переміг у цій суперечці». Сам шлях осмислення суперечки формується метафорою буття війни і битв, які повинні бути виграні. Сутичку можна побачити в багатьох інших концепціях, крім бою, але ми використовуємо це поняття, щоб сформувати спосіб яким ми думаємо про суперечку і те, як ми сперечаємося.
Концептуальні метафори дуже часто використовуються, щоб зрозуміти теорії і моделі. Концептуальна метафора використовує одну ідею і пов'язує її з іншою, щоб краще зрозуміти щось. Не тільки наше повсякденне спілкування формується мовою концептуальних метафор, але і тим, настільки ми розуміємо наукові теорії. Ці метафори переважають у комунікації, і ми не просто використовуємо їх на мові, ми сприймаємо і діємо згідно з метафорами.

## Мапування
В основах концептуальних метафорах покладено дві головні ролі концептуальних доменів:
- Вихідни́й доме́н: концептуальний домен, в якому ми бачимо метафоричні вислови (наприклад, любов — це подорож).
- Цільови́й доме́н: концептуальний домен, який ми намагаємося зрозуміти (наприклад, любов це подорож).

Мапува́ння є систематичним набором відповідностей, які існують між складовими елементами вихідної і цільової області. Багато елементів цільової концепції надходять з джерел доменів. Щоб вивчити концептуальну метафору потрібно знати безліч відповідників, які застосовуються до даних джерел.
Метафори є актами думки, а не тільки мови, стверджує первинний принцип цієї теорії. Може здатися, що метафора складається зі слів або інших мовних виразів, які приходять від термінології з конкретніших концептуальних доменів, але концептуальні метафори лежать в основі системи пов'язаних метафоричних виразів, які з'являються на мовну поверхню. Аналогічним чином, відповідники концептуальної метафори є мотивовані зображеннями схем, які є попередньо мовними схемами, що стосуються простору, часу, переміщення, управління та інших елементів основи людського досвіду.
Концептуальні метафори зазвичай використовують більш абстрактні поняття таке як ціль і щось більш конкретне або фізичне, як їх джерело. Наприклад, метафори, такі як «дні [більш абстрактна або цільова концепція] які попереду» або «я витрачаю свій час на…» опираються на більш конкретне поняття, висловлюючи тим самим час як шлях у фізичному просторі. Різні концептуальні метафори, як правило, утворюються, коли мовець намагається зробити зв'язок між певною точкою зору або ходом дій.
Принцип односпрямованості стверджує, що метафоричний процес звичайно йде від більш конкретного до більш абстрактного, а не навпаки. Відповідно, абстрактні поняття розуміються в термінах процесів прототипом конкретних процесів. Термін «конкретне» у цій теорії, був охарактеризований Лакоффом і Джонсоном, як більш тісно пов'язаний з фізичними нейронними та інтерактивними тілами. Одну із точок зору цієї теорії можна простежити в такій когнітивній науці як математика, де запропоновано, що сама математика, найбільш поширений засіб абстракції в людському розумі, є в значній мірі побудована метафорично, і тим самим відображає пізнавальний ухил унікального для людини, яка використовує втілений прототип процесів, які зрозумілі кожній людині через свій особистий дослід.

## Мовне і культурне мапування
У їхній спільній праці 1980 року, Лакофф і Джонсон дослідили збірку основних концептуальних метафор, що включала:
- Любов як подорож
- Життя як подорож
- Соціальні організації як рослини
- Любов як війна

Друга частина кожної з цих фраз викликає певні припущення щодо явного досвіду і вимагає від читача чи слухача їхнього застосування у передуючих абстрактних поняттях любові чи організовування для того, щоб зрозуміти речення в якому використовується концептуальна метафора.
Існує багато способів обрамлення концептуальною метафорою людського сприйняття і спілкування, особливо в ЗМІ і державній політиці.
Роботи Лакоффа і Джонсона зосереджені на англійській мові і праці англійських учених у сфері когнітивної лінгвістики, які як правило не досліджували детально дискурс іноземних мов з метою визначення креативних шляхів за допомогою яких індивід обумовлює, відлучає чи об'єднує концептуальні метафори. Ендрю Ґоатлі у своїй книзі «Промивання мозку» (2007) розглядає як ідеологічні концептуальні метафори так і китайські концептуальні метафори.
Джеймс У. Андерхілл, сучасний послідовник Гумбольдта, намагається відновити зосередженість, яку проявляв Гумбольдт стосовно різних методів обрамлення мовної реальності і стратегій, що використовуються особою у винахідливому відкиданні і зміні існуючих шаблонів мислення. Взявши до уваги парадигму концептуальної метафори Лакоффа — Джонсона, він досліджує яким чином чеські комуністи привласнили концепцію народу, держави і боротьби. І те, як німецькі комуністи використовували поняття вічності і чистоти. Проте він також нагадує про те що (як і головний критик гітлерівської Німеччини Клемперер показує) опір шаблонному образу думок означає використання (залучення) концептуальної метафори і відмову від логічності, що навязується на них ідеологією. У багатомовних дослідженнях (базуються на чеській, німецькій, французькій та англійській мові), Андерхілл роздумує як різні культури сформулювали такі ключові поняття як істина, любов, ненависть і війна.

## Роль сім'ї та етики
Менш категорична але схожа заява була зроблена Джорджем Лакоффом в його книзі «Політика моралі» і книзі про фрейм «Не думай про слона!». Лакофф стверджує, що суспільно-політична сфера в Америці відбиває основу концептуальної метафори «сім'я». Відповідно, люди сприймають політичних лідерів в ролях «суворого батька» і «турботливих батьків». Два основні погляди на політичну економію постають з цього бажання бачити дію національного державного акту більш батьківською чи більш материнською. Він продовжує розвивати ці погляди у своїй книзі «Політичний розум».
Теоретик урбанізації і фахівець з етики Джейн Джекобс зробила цю відмінність менш гендерно обумовленою (якщо не повністю десексуалізованою), роблячи поділ між «опікунською» і «торговельною» етикою. Вона зазначає, що опіка і торгівля це дві конкретні діяльності, які люди повинні навчитися застосовувати метафорично стосовно будь-якого вибору в подальшому житті. В суспільстві, де опікою дітей займаються жінки, а торгівля в умовах ринкової економіки є першочерговим обов'язком чоловіків, Лакофф зазначає, що діти відповідно назначають «опікунську» і «торговельну» роль своїм матерям та батькам відповідно.
Ці обидві теорії припускають, що може бути значний вплив соціальних обумовленостей і тиску для того, щоб сформувалися специфічні (особливі) когнітивні упередження. Антропологи зазначають що у всіх суспільствах є схильність до призначення ролі за віком і статтю, що слугує підтримкою даної теорії.

## Політика і лінгвістика
І Лакофф і Якобс багато часу присвятили актуальним подіям і політичній теорії, припускаючи, що відомі лінгвісти і теоретики концептуальної метафори можуть направити свої теорії в напрямку політичної активності. Дійсно, якщо концептуальна метафора є основою, як це стверджує Лакофф, вони можуть буквально не мати іншого вибору.
Критики цього, спрямованого на етику підходу до мови, визнають, що ідіоми подають основні концептуальні метафори проте граматика і міжкультурна концепція наукового методу і математичної практики, як правило, зменшує (мінімалізує) вплив самої метафори. Такі критики схильні бачити Лакоффа і Якобс як «лівих діячів», і не прийматимуть їх політику як «хрестовий похід» проти онтології в мові і культурі, а, швидше, як своєрідно затрачений час, що не несе ні великої користі ні не є частиною лінгвістичної науки. І далі зазначені Дельоз і Гваттарі, М. Фуко і недавно приєднаний до них Мануель де Ланда критикуватимуть їх стосовно цих двох позицій заради взаємовигідного складу незмінної старої онтологічної ідеології, що намагається відокремити дві частини від єдиного цілого, що є значнішим ніж сума цих обох частин.
У своїй роботі «Жінка, вогонь і небезпечні речі» (1987), Лакофф відповів на деякі з цих, ще непоставлених тоді критичних зауважень. Він досліджує вплив когнітивної метафори (культурно індивідуальну і універсальну) на граматику кількох мов і також доказ обмеженості класичної логіко-позитивістської (англо-американська школа) філософської концепції категорії що, зазвичай, використовується для пояснення чи опису наукового методу. Лакофф, впевнений стосовно емпіричних наукових доказів, тобто навмисно придуманих передбачень в вищезгаданій роботі (1987) і «Філософія у плоті» (1999) припускає, що позиція (стан) когнітивної метафори не має жодних протиріч щодо наукового методу проте вважає цей метод тонко розвиненою системою міркування, яка використовується для виявлення явищ, які згодом розуміються з точки зору нових концептуальних метафор (наприклад, метафора руху рідини для проведення електрики, яка описується в термінах «поточний» «протікаючий» проти «опір», або гравітаційна метафора для статично-електричних явищ, або модель «планетарної орбіти» атомного ядра і електронів, використана Нільсом Бором).
Крім того, частково у відповідь на таку критику, Лакофф і Рафаель Нуньєс, у 2000 році запропонували математичну когнітивну науку, щоб пояснити когнітивну математику як наслідок, а не альтернативу людської залежності від концептуальної метафори для розуміння абстракції в термінах основних емпіричних даних.